# John Salt
John Salt (Birmingham, 2 de agosto de 1937 - Shrewsbury, 13 de diciembre de 2021) fue un pintor hiperrealista británico. 

## Biografía
Estudió en el Birmingham Institute of Art and Design (1952-1958) y el Slade School of Fine Art (1958-1960). En 1966 se trasladó a Estados Unidos, donde impartió clases en el Maryland Institute College of Art en Baltimore. En 1969 se instaló en Nueva York, hasta que en 1978 volvió a Inglaterra.
Es uno de los principales representantes del hiperrealismo, un movimiento artístico surgido en torno a 1965 caracterizado por su visión superlativa y exagerada de la realidad, que es plasmada con gran exactitud en todos sus detalles, con un aspecto casi fotográfico. Junto a otros artistas como Chuck Close, Richard Estes, Don Eddy y Ralph Goings, reproducen en sus lienzos imágenes de la realidad circundante, imágenes banales sin ninguna relevancia particular, simplemente visiones de la vida de la gente corriente, en entornos preferentemente urbanos, con un gusto especial por coches y escaparates. Son obras de gran formato y un aspecto pulcro, frío, superficial, con gusto por los acabados brillantes y pulidos.
Dentro de este movimiento, Salt mostró una preferencia especial por los coches, generalmente desguazados, con las carrocerías destrozadas, al contrario que su compañero Don Eddy, que los retrata de aspecto nuevo y reluciente. Alterna superficies lisas y abolladas, partes gastadas con partes brillantes, la blandura de los asientos con las rebordes cortantes de la chapa.